# زیتین‌بورنو
زیتین‌بورنو (ترکی استانبولی: Zeytinburnu) از ناحیه‌های قسمت اروپایی استانبول که در استان استانبول از ناحیه مرمره قرار گرفته‌است. طبق آخرین سرشماری به سال ۲۰۱۲ میلادی این ناحیه ۲۹۲٬۴۰۷ نفر جمعیت دارد.

## نگارخانه

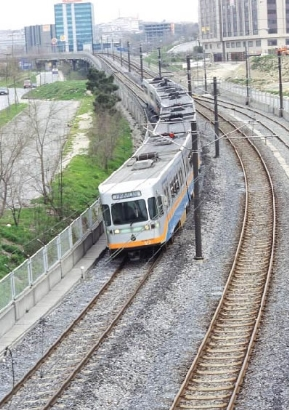
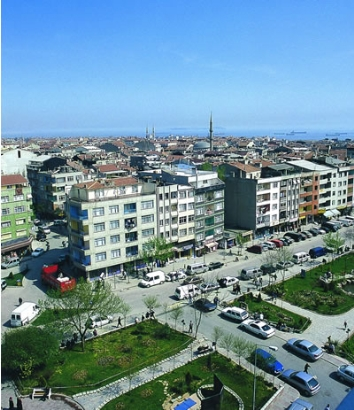
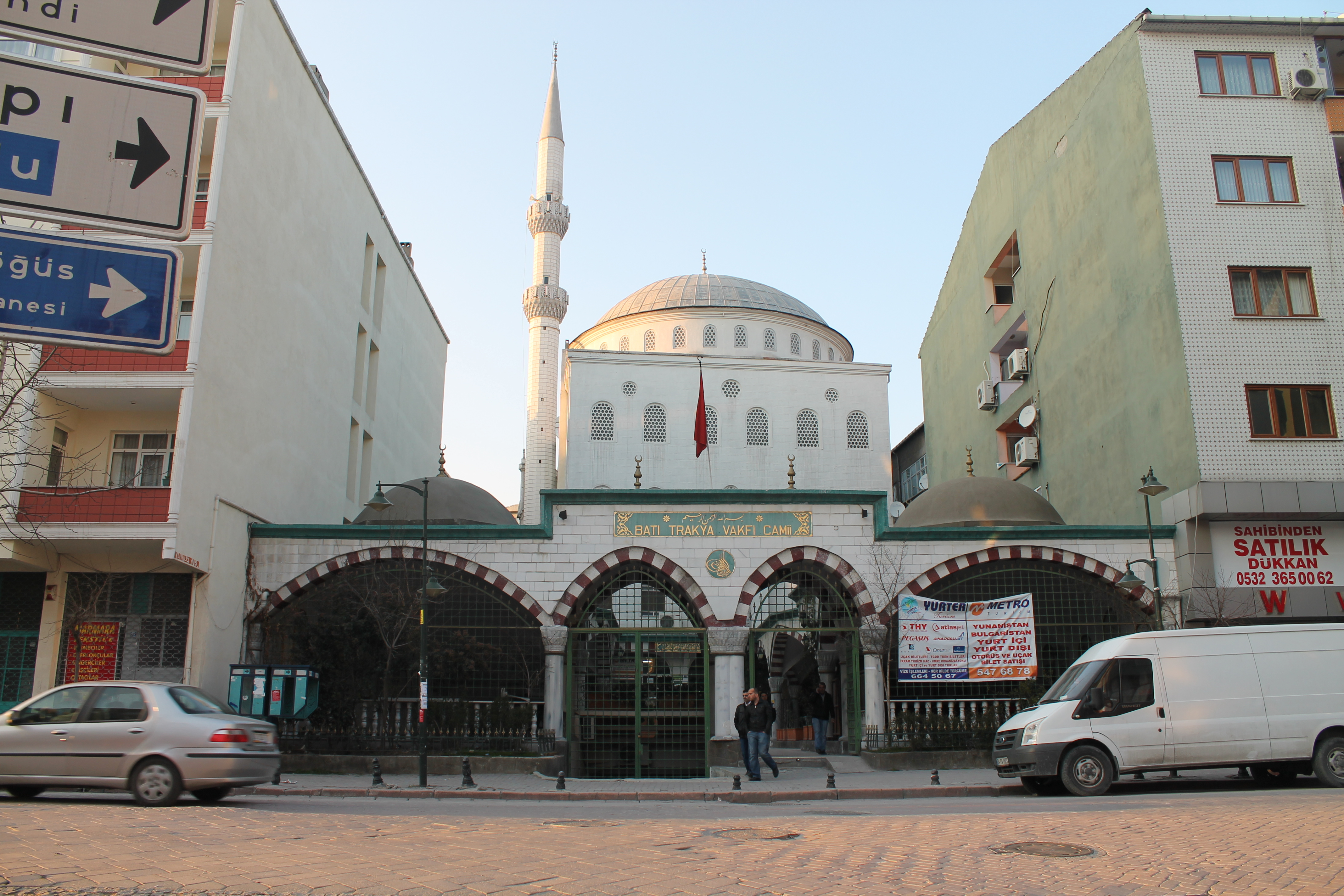